# David Williams (giocatore di football americano)
David Wayne Williams (Mulberry, 21 giugno 1966) è un ex giocatore di football americano statunitense che ha giocato nel ruolo di offensive tackle nella National Football League (NFL). Al college giocò a football ai Florida Gators.

## Carriera
Williams frequentò la Lakeland High School a Lakeland, Florida dove giocava come offensive lineman per i Dreadnaughts con cui fu nominato da Parade e USA Today All-American dopo la sua stagione da senior.
Williams accettò una borsa di studio dall'Università della Florida dove giocò per la squadra di college football. Nel 1986 apparve in un episodio della serie televisiva della HBO Scuola di football. Fu inserito nel All-Southeastern Conference team nel 1988, All-American second team nel 1987 e nel 1988, e fu il capitano della squadra nel 1988. Williams fu inserito nella Hall of Fame dell'Università della Florida nel 1999.
Williams fu scelto come 23º assoluto nel Draft NFL 1989 dagli Houston Oilers. Vi giocò fino al 1995, divenendo stabilmente titolare a partire dall'ultima gara della sua terza stagione. Nel 1993 decise di non prendere parte alla gara contro i New England Patriots per assistere la moglie Debi durante la nascita del suo primogenito Scot. Per l'episodio venne multato per 111.111 dollari. Le ultime due annate della carriera le disputò con i New York Jets.

## Statistiche
| Partite giocate     | 128 |
| Partite da titolare | 106 |
| Fumble recuperati   | 5   |